# ГЕС Baira Siul
ГЕС Baira Siul – гідроелектростанція на північному заході Індії у штаті Гімачал-Прадеш. Використовує ресурс зі сточища річки Байра, правої притоки Раві, яка в свою чергу є лівою притокою Чинабу (впадає праворуч до Сатледжу, найбільшого лівого допливу Інду).
В межах проекту річку Байра перекрили кам’яно-накидною греблею із земляним ядром висотою 53 метра та довжиною 160 метрів, яка потребувала 0,4 млн м3 матеріалу. Вона утворила водосховище з площею поверхні 0,11 км2 та об'ємом 450 тис м3 (корисний об’єм 440 тис м3), в якому припустиме коливання рівня поверхні між позначками 1113 та 1122 метра НРМ. Сюди ж подається додатковий ресурс із річки Bhaledh (ліва притока Байри), від водозабору на якій прямує тунель довжиною 7,9 км з перетином 1,8х2,7 метра.
Зі сховища ресурс потрапляє до прокладеного під правобережним гірським масивом дериваційного тунелю довжиною 7,6 км з перетином 5х4,2 метра, який на своєму шляху проходить під руслом річки Siul (права притока Байри) та отримує поповнення з неї. На завершальному етапі тунель переходить у три напірні водоводи довжиною по 0,48 км з діаметром 2,8 метра. В системі також працює вирівнювальний резервуар висотою 118 метрів
Основне обладнання станції становлять три турбіни типу Френсіс потужністю по 60 МВт, які працюють при напорі у 260 метрів та забезпечують виробництво 779 млн кВт-год електроенергії на рік.
Видача продукції відбувається по ЛЕП, розрахованій на роботу під напругою 220 кВ.